# オットー・フィスター
オットー・フィスター（Otto Martin Pfister、1937年11月24日 - ）は、ドイツの元サッカー選手、指導者。ポジションはフォワード。

## 来歴
2006年2月にトーゴ代表監督に就任。トーゴ史上初出場となる2006 FIFAワールドカップの指揮を執ったが、グループステージ3戦全敗で敗退した。